# Sidokare (Sidoarjo)
Sidokare is een bestuurslaag in het regentschap Sidoarjo van de provincie Oost-Java, Indonesië. Sidokare telt 16.544 inwoners (volkstelling 2010).